# Batalla de Acajutla
La batalla de Acajutla se libró entre las tropas del conquistador español Pedro de Alvarado y un batallón cuzcatleco, en las cercanías de la actual población de Acajutla en 1524.

## Antecedentes
Hernán Cortés, después de haber consumado el dominio sobre la ciudad de Tenochtitlan, delegó la conquista de los territorios localizados al sur a Pedro de Alvarado. Este partió en diciembre de 1523 al mando de unos 300 soldados españoles y más de cinco mil americanos sumados a las tropas. Alvarado sometió a los pueblos del actual territorio de Guatemala, entre ellos los quichés; hecho que favoreció a los conquistadores al conseguir el apoyo de otro pueblo rival: los Kakchiqueles, quienes se sumaron a las tropas y apoyaron la campaña contra el vecino enemigo de los nahuas.
Las huestes llegaron al actual territorio de El Salvador, cruzando el río Paz, el 6 de junio de 1524. Ante el arribo de los conquistadores, los pobladores cercanos decidieron huir.

## En Acaxual
Alvarado dejó las impresiones de esta campaña en sus informes a Cortés. El 8 de junio llegaron los conquistadores a las cercanías del pueblo llamado Acaxual. Allí, según relata, vio “…los campos llenos de gente de guerra, con sus plumajes y divisas”. Los nahuas iban protegidos por armaduras de algodón ( de “tres dedos” de grueso según Alvarado), que inclusive cubrían los pies, y largas lanzas. Esta circunstancia sería determinante en el desarrollo de la batalla.
Alvarado se acercó a los nahuas “ a un tiro de ballesta”, pero los nativos no se movieron ni alteraron. El conquistador se percató de la cercanía de un monte vecino, y supo que podría ser un escondite para sus rivales. De pronto el extremeño dio media vuelta e hizo creer a los nahuas que iba en retirada. Estos se abalanzaron sobre los invasores “...hasta llegar a las colas de los caballos y las flechas que echaban pasaban en los delanteros”.
Arribando a un llano, que sería un terreno en contra para los nahuas, Alvarado dio vuelta hacia ellos causando una implacable derrota. Los vencidos que cayeron al suelo no se podían levantar, por el peso y el estorbo de su armadura, lo que fue aprovechado para consumar la matanza. En palabras de Alvarado: “...fue tan grande el destrozo que en ellos hicimos, que en poco tiempo no había ninguno de todos los que salieron vivos...”. 
Pero la batalla tuvo repercusión en el conquistador: un flechazo atravesó una de sus piernas (quedó "cuatro dedos" más corta según su reporte), hasta fracturarle el fémur. La infección duró unos ocho meses y le dejó cojo para el resto de su vida. A pesar de ello, continuó la campaña de conquista.

## Atonal
De acuerdo a la tradición popular, un príncipe nahua de nombre Atonal fue el que lanzó el flechazo que impactó en la pierna del conquistador. Sin embargo, su existencia no ha sido comprobada.